# Riesling (cépage)
Pour les articles homonymes, voir riesling.
Le riesling est un cépage blanc, originaire de la vallée du Rhin et de la Moselle. C'est un cépage en expansion qui doit sa faveur auprès du public à un éventail de vins large et de qualité. Du vin fruité consommable en toute occasion au vin de garde qui peut durer plus de dix ans, il peut aussi servir à élaborer des vins sucrés (vendanges tardives, vin de glace).

## Origine

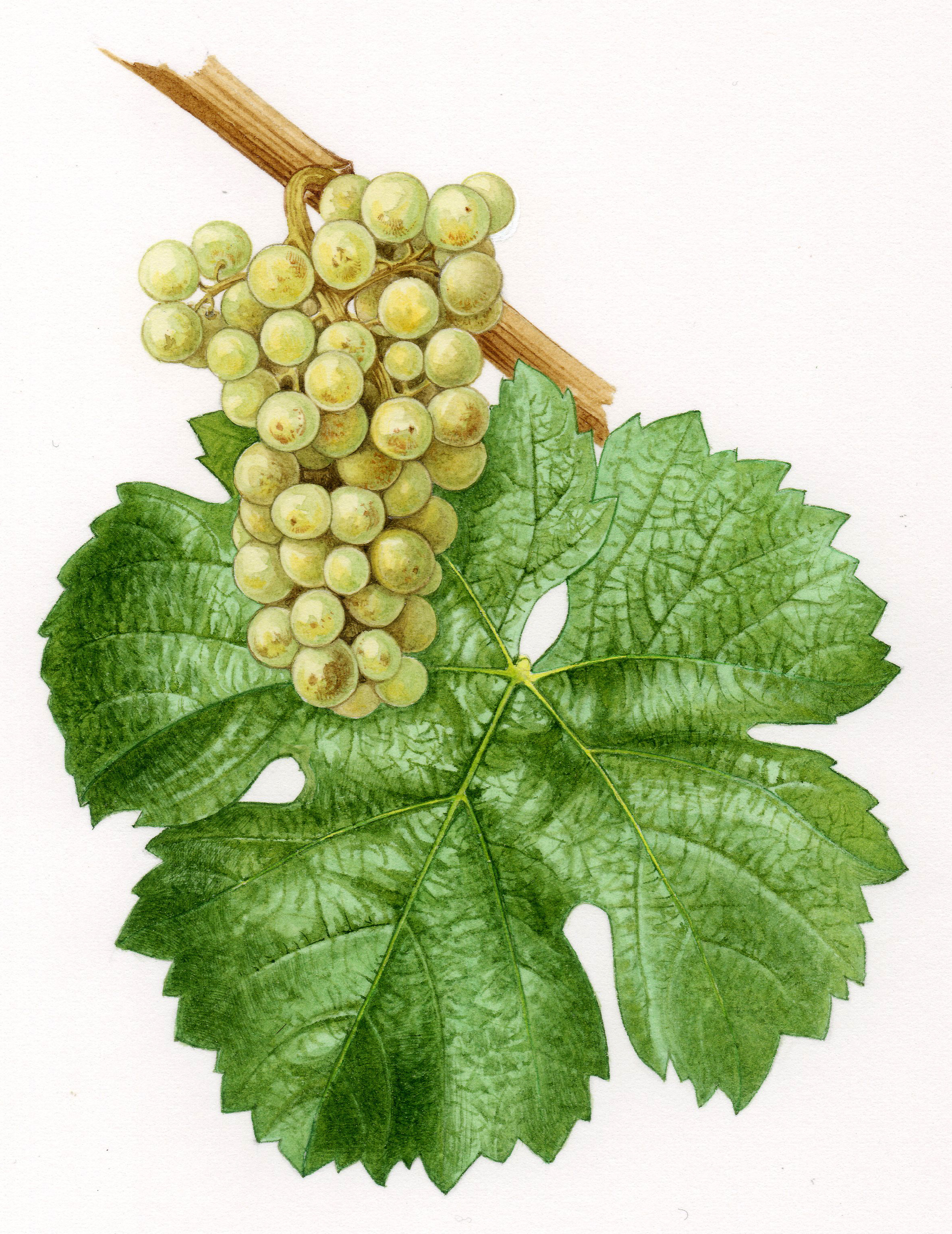
Grappe et feuille de riesling.

Ce cépage est originaire de Rhénanie, région des vallées de Moselle et du Rhin.

## Historique
Les plus audacieux des historiens de ce cépage le font remonter à l'argitis minor, cépage décrit par les Romains et sa culture remonterait à cette époque. Il est aussi évoqué sa résistance au gel, sa croissance, la taille de ses grains ou son cycle végétatif long, pour lui trouver une parenté possible avec une vigne sauvage.
Toutes ces théories ont fini par se rejoindre lorsqu'un test ADN a révélé que le riesling est issu d'un croisement entre le gouais B et un autre croisement issu du traminer B et d'une vigne sauvage (lambrusque). Sachant que le gouais B fut ramené de Croatie par les Romains, on retrouve génétiquement trace de tous les protagonistes évoqués par l'histoire, même si on ignore à quel endroit de ce cheminement le métissage s'est produit.
En 1435 le mot Rieslingen est mentionné pour la première fois dans une facture du comte Jean IV de Katzenelnbogen, qui a construit son dernier château à Rüsselsheim, près de Francfort-sur-le-Main et agrandi le vignoble existant.
L'administrateur Klaus Kleinfisch a noté avoir acheté des vignes à planter de rieslingen pour vingt-deux schillings. Le vendeur est inconnu.
Son extension dans la Hesse rhénane et dans le Palatinat rhénan date de la fin du XVe siècle ou du début du XVIe siècle et dès les XVIIe et XVIIIe siècles, il est recommandé dans tous les États allemands viticoles. Les Alsaciens font remonter la culture du riesling en Alsace à la fin du XVe siècle, mais il ne doit la reconnaissance de ses qualités qu'au XIXe siècle ; ce n'est finalement que dans les années 1960 qu'il devient le premier cépage alsacien en surface.
Il n'existe pas à l'heure actuelle en français d'ouvrages d'ampélographie, de viticulture et d'œnologie de haut niveau, faisant un bilan des recherches internationales sur ce cépage, pourtant de plus en plus prisé des consommateurs du monde entier, notamment aux États-Unis, au Canada, au Royaume-Uni et en France. Il existe d'abondants travaux en langue allemande (Allemagne, Autriche et Suisse). Le riesling progresse en surface et sa culture touche de plus en plus de pays. Il est en passe de connaître le même essor mondial que le chardonnay B dans les années 1990 et 2000.

## Aire de répartition
| Pays       | Superficie (hectares) |
| ---------- | --------------------- |
| Allemagne  | 23 809                |
| Roumanie   | 6 121                 |
| États-Unis | 4 605                 |
| France     | 4 025                 |
| Australie  | 3 157                 |
| Ukraine    | 2 700                 |
| Chine      | 2 500                 |
| Autriche   | 2 068                 |
| Italie     | 1 681                 |
| Moldavie   | 1 343                 |

Ce cépage est planté principalement en Allemagne (23 809 hectares), mais se rencontre également en Roumanie (6 121 ha), aux États-Unis (4 605 ha en Californie et dans l'État de New York), en France (surtout dans le vignoble d'Alsace avec 4 025 ha), en Australie (3 157 ha), en Ukraine (2 700 ha), en Chine (2 500 ha), en Italie (1 681 ha) et en Moldavie (1 343 ha).

### Allemagne

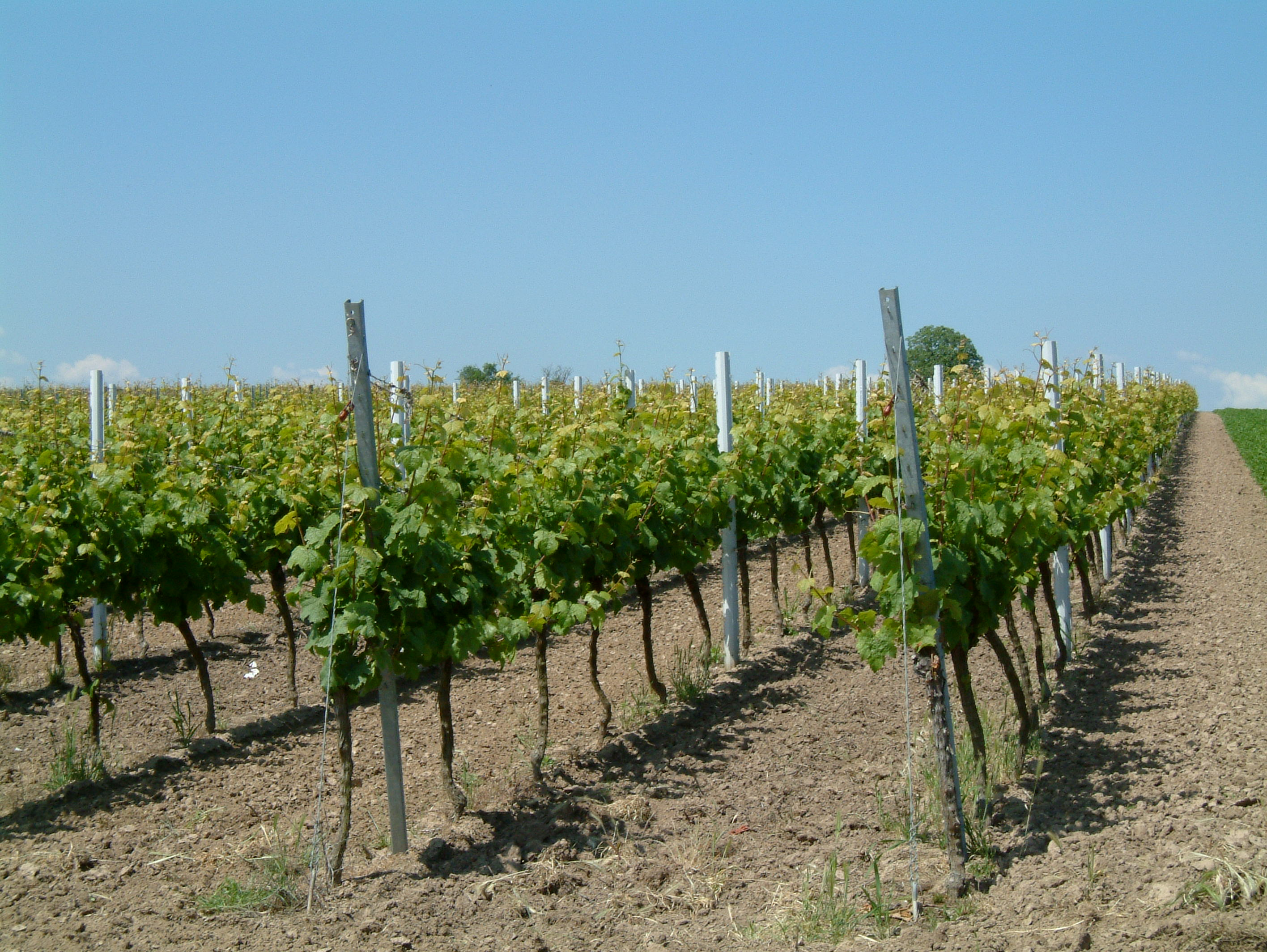
Vignes de riesling à Dirmstein dans le land de Rhénanie-Palatinat.

Originaire d'Allemagne, le riesling tient la première place des cépages cultivés dans ce pays avec 23 809 hectares, soit 23,2 % de la superficie viticole allemande en 2017. Le cépage se caractérise par son côté à la fois minéral, mais aussi fruité. En Allemagne, la maturation du riesling apparaît entre fin septembre et fin novembre; les vendanges tardives peuvent se prolonger jusqu'en janvier.
Le riesling allemand se caractérise par le fait qu'il est rarement assemblé avec d'autres cépages, rarement exposés aux levures commerciales et généralement peu exposés à l'arôme du chêne. Cependant, dans les régions de Rhénanie-Palatinat et du Pays de Bade les viticulteurs expérimentent de nouvelle techniques de vieillissement en fût de chêne. Le climat plus chaud de ces régions donne des vins contenant un plus fort degré alcoolique qui résistent au chêne.
Le taux de sucre lors des vendanges est l'un des facteurs primordiaux dans la production de « Vin de qualité spéciale » (Prädikatswein), selon les critères des appellations allemandes (en). Le bon équilibre entre l'acide malique et l'acide tartrique est aussi un critère important.

### France
Jusqu'à août 2008, la culture du riesling n'était autorisée que dans les départements de la Moselle, du Bas-Rhin et du Haut-Rhin.
Depuis la nouvelle Organisation commune du marché vitivinicole de 2008, toutes les variétés de raisins de cuve sont autorisées sur l'ensemble du territoire français. Cela signifie que du riesling peut être planté dans d'autres régions viticoles, sans toutefois pouvoir entrer dans les vins d'AOC.
Cependant, les surfaces plantées en riesling, hors Alsace et Moselle, restent faibles. En 2010, seuls 65 ares avaient été plantés en Languedoc, région viticole la plus demandeuse de cépages d'autres régions.

### Grand-Duché de Luxembourg
Au Grand-Duché de Luxembourg, le riesling représente 160 hectares de vignes, soit environ 13% du vignoble total du pays. Il y est attesté depuis le XVe siècle (la Moselle luxembourgeoise étant le prolongement de la Moselle allemande) et y est considéré comme le "Roi des cépages".

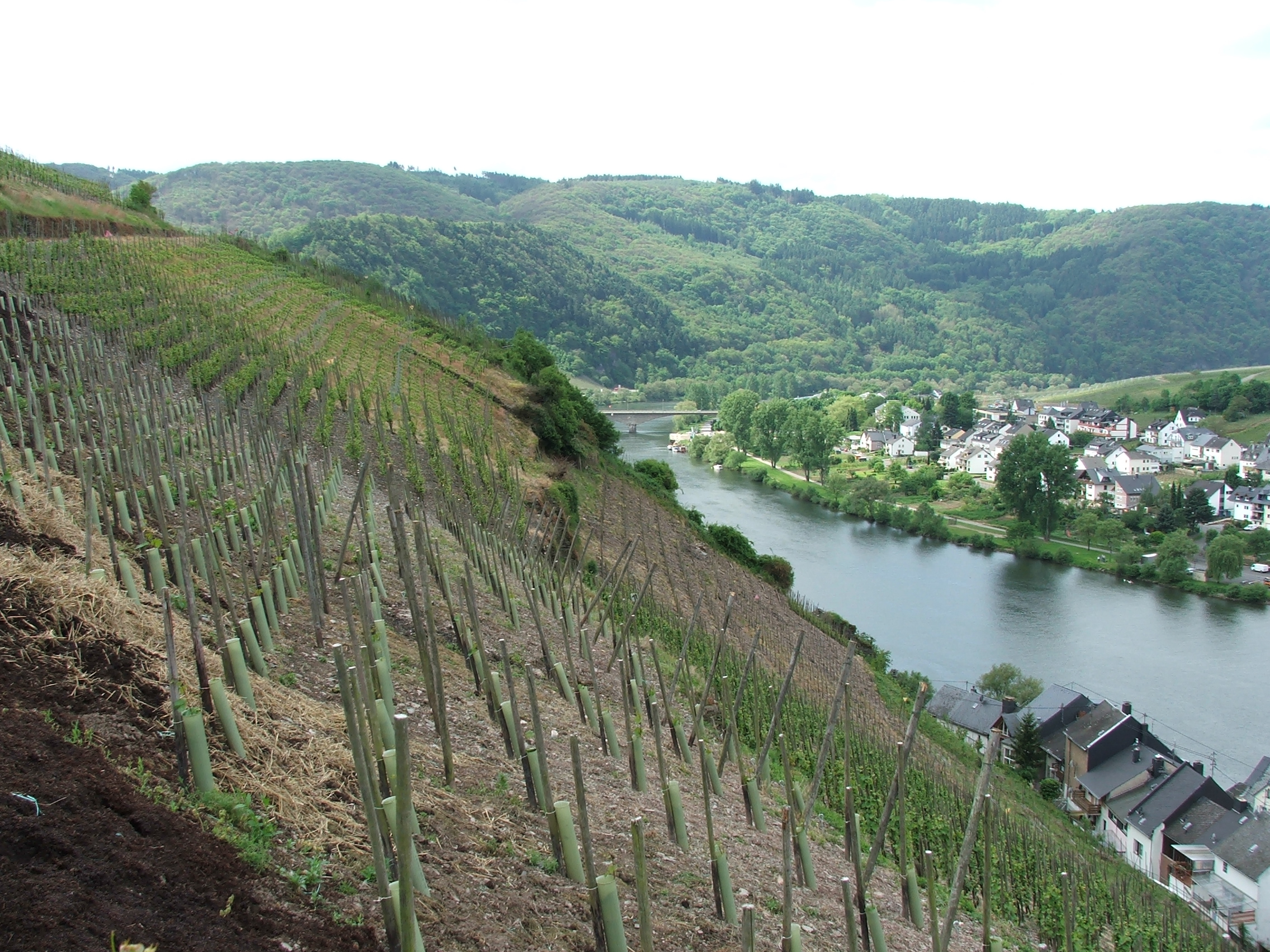
Vignes de riesling B sur les versants escarpés de la Moselle.

### Australie et Nouvelle-Zélande
Les rieslings néo-zélandais sont souvent très faciles à boire, aux fruits assez explosifs.
En Australie, c'est l'acidité marquée et les notes d'hydrocarbures qui symbolisent les grands rieslings de Clare Valley et Eden Valley.

### États-Unis
Aux États-Unis, le riesling est cultivé dans les régions de Mendocino et dans l'État de New York.

## Étymologie et synonymie
L'origine de son nom est obscure et de langue allemande. Elle pourrait provenir de Varrieseln qui signifie « coulures », de reißende Säure (« acidité mordante »), edles Reis (« riz noble ») ou Rusling (« bois sombre »).
- Le welschriesling B est un cépage autrichien différent.
- Le riesling noir (Schwarzriesling) est un synonyme du pinot meunier N.
- Le riesling du Cap est le crouchen B, un cépage pyrénéen.
- Le riesling gris est le trousseau gris, variante d'un cépage jurassien.
- Le riesling blanc (weißer Riesling), qui est quant à lui est le « vrai » riesling.

Le riesling est également connu sous les noms de gentile aromatique petracine (département Moselle), la " perle d'Alsace" en Alsace, Gewürtztraube, Gräfenberger, Hochheimer, Johannisberger, Karbacher Riesling, Kastellberger, Kleinriesler, Kleinriesling, Klingenberger, Metternich, Moselriesling, Niederländer, petit rhin (en Suisse), petit riesling, Pfefferl, raisin du Rhin, Reno, Reynai, Rheingauer, Rheinriesling, Rheineriesling (Autriche), Riesler, Riesling blanc, Riesling renano, Riesling renano bianco, Rieslinger, Risling rejnski, Rizling, rohac, Rössling, Rösslinger, Weisser Riesling (Allemagne), Weißer Riesling (nom correct), White Riesling.

## Variabilité génétique

### Clones
En France, de 1971 à 2006, le seul clone homologué était le numéro 49. Il présente une bonne typicité et un haut niveau qualitatif si le rendement est maîtrisé. En 1997, près de 190 clones ont été installés dans un conservatoire en Alsace, et les clones 1089, 1090, 1091, 1092, 1094, 1096 et 1097 ont maintenant été homologués. Ils fournissent les rendements inférieurs de vins supérieurs, le 1089 en particulier.

### Hybrides

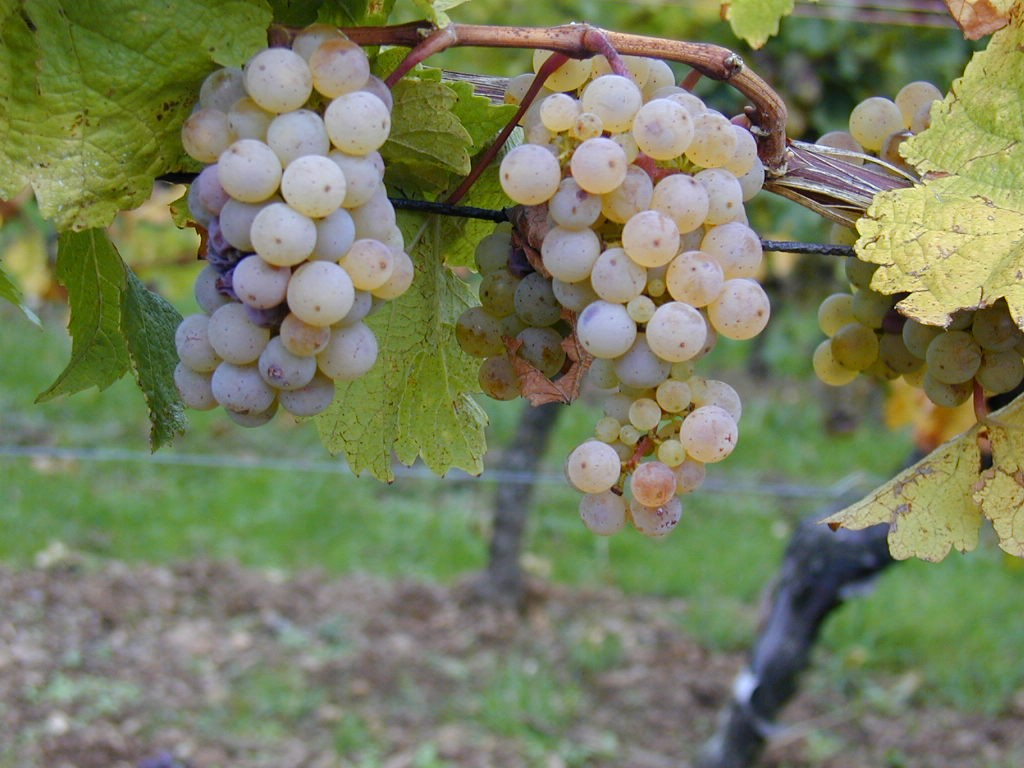
Riesling en Alsace.

Le riesling a été utilisé en Allemagne dans de nombreux croisements. Avec le sylvaner B, il a donné entre autres le rieslaner, le multaner, le scheurebe, le bacchus… Avec le müller-thurgau B il a donné le thurling B ; avec le traminer Rs, il a donné le zähringer, le kerner…
En Suisse, il a été croisé avec la madeleine angevine pour donner le müller-thurgau B.

### Mutations
En Allemagne, il existe un roter riesling (considéré rosé par les chercheurs français) et un blauer Riesling (noir). Ce sont des mutations apparues spontanément dans des parcelles. La variante rose existait couramment autrefois en mélange avec le blanc. La sélection massale puis clonale l'a éliminée. Le riesling bleu n'a jamais été cultivé. Ces deux curiosités sont conservées en collection.

## Caractères ampélographiques

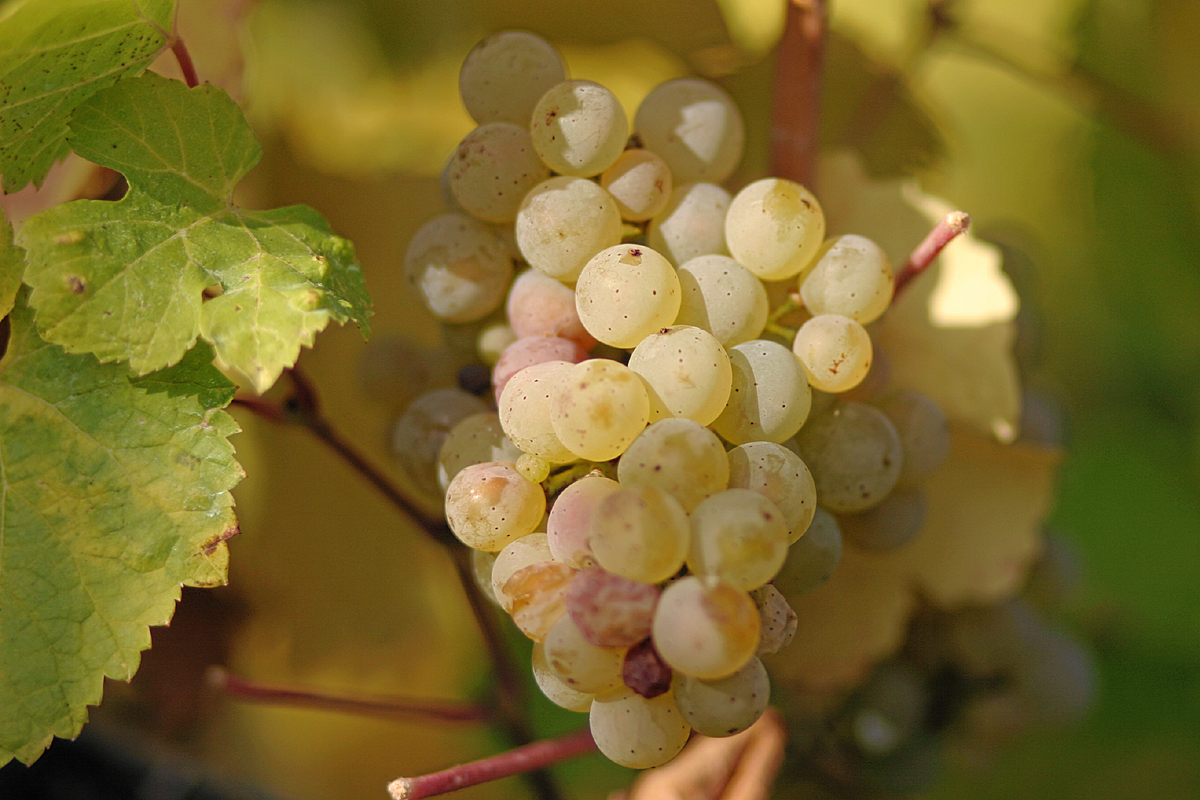
Grappe de riesling.

- Bourgeonnement vert-jaune cotonneux.
- Jeunes feuilles jaunes à plages légèrement bronzées.
- Rameau avec entre-nœuds rouges ou striés de rouge.
- Feuilles adultes orbiculaires à 5 ou 7 lobes avec sinus pétiolaire à lobes chevauchants, des sinus latéraux profonds à fond en U, des dents moyennes convexes ou rectilignes, un limbe légèrement gaufré.
- Grappes de petite taille. Baies petites et légèrement aplaties, vert-jaune à dorées piquetées de petits points noirs.

## Aptitudes

### Culturales

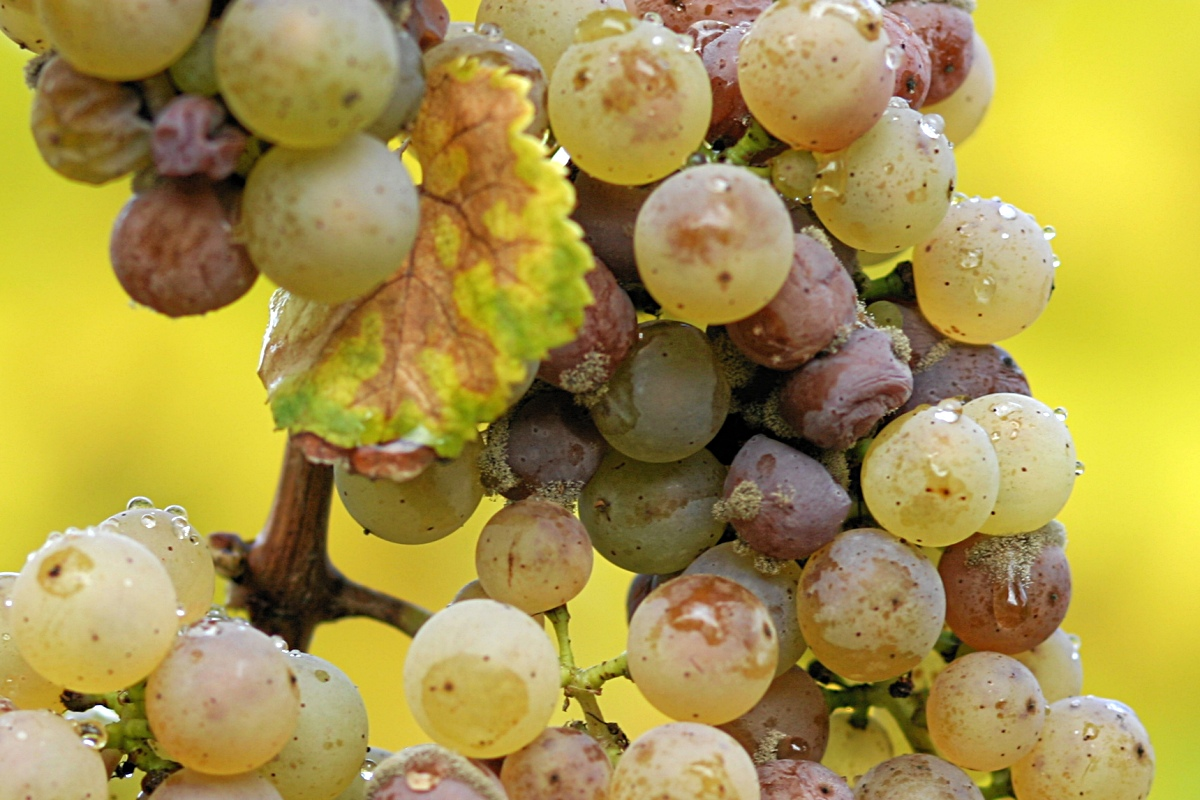
Grappe de riesling atteinte de pourriture noble. Les grains touchés sont plus sombres.

Sa conduite exige une taille longue (fertilité moyenne) et un palissage (port semi-érigé). Il peut être planté sur presque tous les terroirs mais il donne le meilleur de lui-même particulièrement sur des schistes et des granites. On l'appelle éponge à terroirs pour signifier qu'il les révèle bien.

### Sensibilité climatique
Le riesling est un cépage résistant aux hivers rigoureux du climat semi-continental de l'Europe centrale. Sa mise à fruit secondaire est bonne après un épisode de gel tardif, assurant tout de même une bonne récolte.
En revanche, il n'apprécie pas les climats trop chauds. Il n'a jamais donné en climat méditerranéen que des vins plats sans grande saveur, trop alcooleux.

### Sensibilité aux maladies
Il est sensible à la pourriture grise, à l'anthracnose et aux vers de la grappe. Certaines années, la pourriture attaque les pédoncules des baies faisant chuter les baies.

### Aptitudes œnologiques
Il donne des vins secs très aromatiques, vifs et fins. L'équilibre acide-alcool est vif. Leur consommation peut se faire rapidement dans l'année de production ou après quelques années de vieillissement. Leur bouquet évolue alors vers des arômes typiques d'hydrocarbures.
En surmaturité, la sensibilité du riesling à la pourriture grise peut être mise à profit pour récolter des grains atteints de pourriture noble. Il permet alors de produire de grands vins liquoreux. En Allemagne, il sert aussi à l'élaboration du vin de glace.

## À table

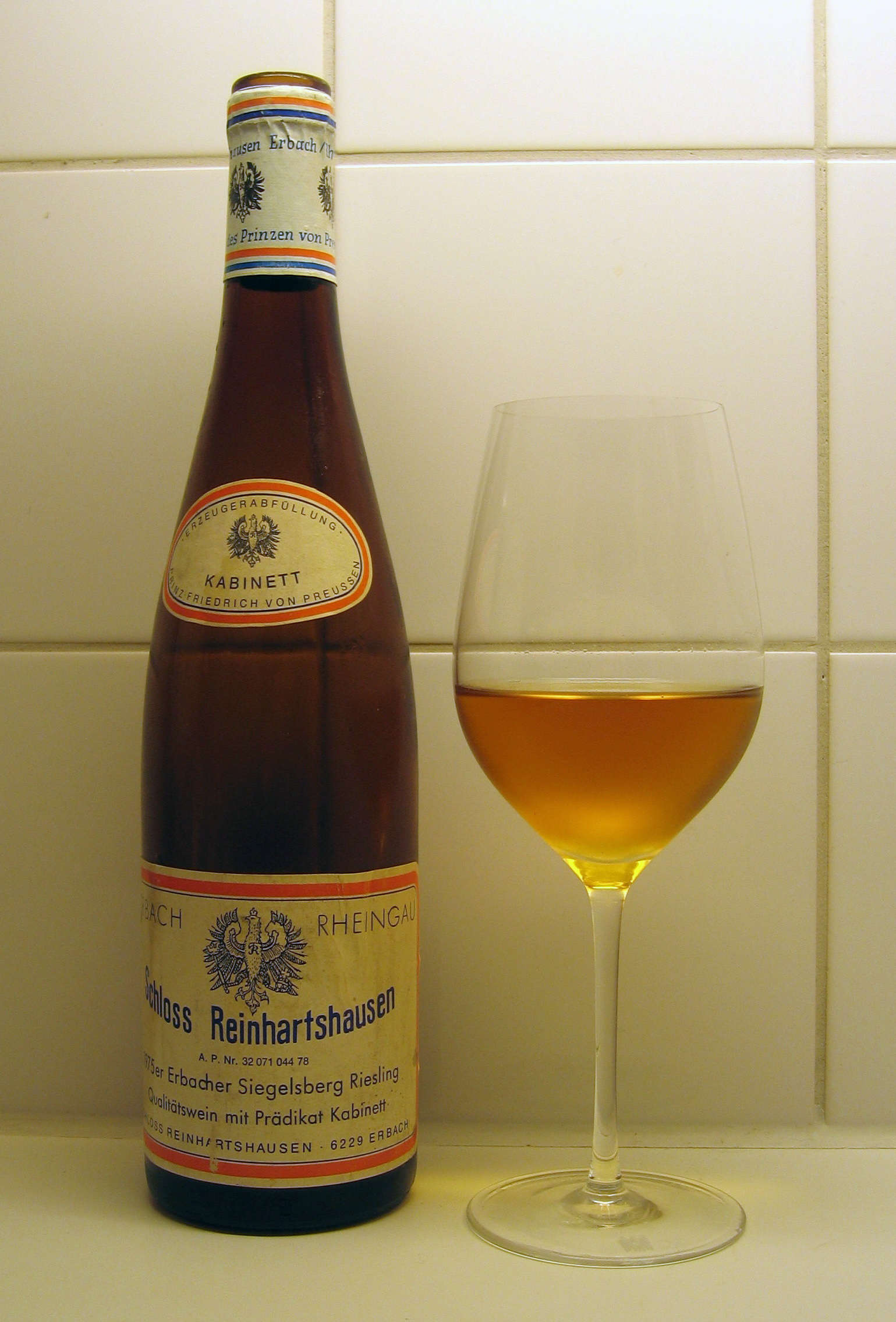
Riesling allemand de 1975 ouvert en 2007 après 25 ans de garde. Sa robe or-ambrée est typique. Son acidité importante a soutenu le vin dont les qualités organoleptiques ne se sont pas altérées.

Le riesling s'accorde parfaitement avec les poissons grillés ou cuisinés au beurre, les volailles en sauce, par exemple la poularde au riesling, et les fromages tels que le chèvre frais.
En version liquoreuse, il est parfait sur du foie gras poêlé sur des toasts de pain d'épice grillé. À essayer aussi sur un munster affiné ou du roquefort.